# マグネター

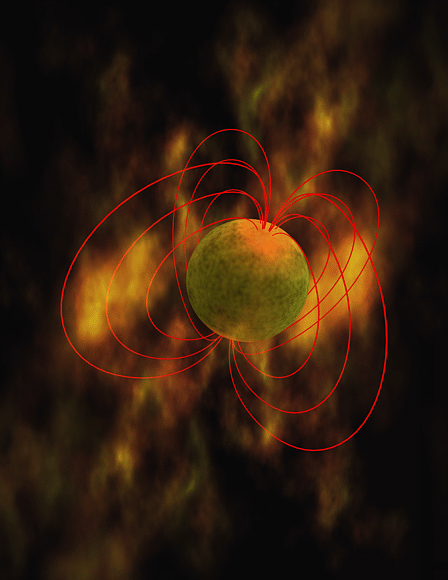
マグネター（イラスト）

マグネター（英: Magnetar）とは極端に強い磁場を持ち、その磁場の減衰をエネルギー源として大量の高エネルギー電磁波、特にX線やガンマ線を放射する中性子星である。マグネターの理論は1992年にロバート・ダンカンとクリストファー・トンプソンによって定式化された。この説が提唱された後の約10年間で、過去に観測されている軟ガンマ線リピーターや異常X線パルサーなどのさまざまな天体に対する有望な物理的説明として、広く受け入れられるようになった。

## 形成
超新星爆発によって恒星が収縮して中性子星になる時、元の恒星が持っていた磁場は劇的に強度が大きくなる（長さのスケールが半分に収縮すると磁場の強さは4倍になる）。ダンカンとトンプソンは、中性子星の磁場は通常でも108 Tという強大なものだが、特定の条件ではさらに強い 1011 T 以上になりうることを計算で明らかにした。このような極端に磁場の強い中性子星をマグネターと呼ぶ。
超新星爆発を起こした恒星の質量の約10%は爆発中に失われる。このような大きな星（10 - 30太陽質量）がブラックホールではなく中性子星になるには、さらに質量の大部分（およそ80%と考えられる）が失われる必要がある。
超新星爆発の10個に1個は、パルサーのような標準的な中性子星ではなくマグネターになると見積もられている。恒星が超新星になる前に既に速い自転速度と強い磁場を持っていた場合にマグネターが作られる。マグネターの磁場は、中性子星の寿命の中で最初の約10秒間に、中性子星内部で核物質が対流駆動されたダイナモ効果を起こすことによって生まれると考えられている。中性子星が最初に対流速度と同じ程度の速さ（約10ミリ秒程度）で自転していると、対流が星全体で起こり、その運動エネルギーの多くが磁場の強度に変換される。一方、自転の遅い中性子星では対流は局所的な領域でしか生じない。

## 寿命
重元素（ほとんどは鉄）のプラズマからなるマグネターの外層では、張力が強まって星震(Starquake)を起こす場合がある。この震動は非常にエネルギーが大きく、X線やガンマ線バーストを起こす。このような状態にある天体を天文学では軟ガンマ線リピーター (soft gamma-ray repeater:SGR) と呼ぶ。
マグネターが軟ガンマ線リピーターとなっている期間は短い。星震が起きるとエネルギーと物質が大規模に放出される。物質は強い磁場に束縛されており、数分のあいだに散逸する。動径方向に物質が放出されると角運動量が失われ、これによって星の自転は減速する。このようにしてマグネターはその強い磁場のせいで他の中性子星よりも急速に自転速度が遅くなる。自転が遅くなると磁場が弱まり、わずか1万年後には星震は起こらなくなる。この後も中性子星はX線を放射し、研究者はこの段階の星が異常X線パルサー (anomalous X-ray pulsar:AXP) であると推測している。さらに1万年ほど経つと活動は完全に停止する。
軟ガンマ線リピーターの星震は非常に大規模で、いくつかは直接観測されている。その例として、2004年12月27日の SGR 1806-20 などがある。今後望遠鏡が増えればより多くの例が観測されると期待されている。

## マグネターの例

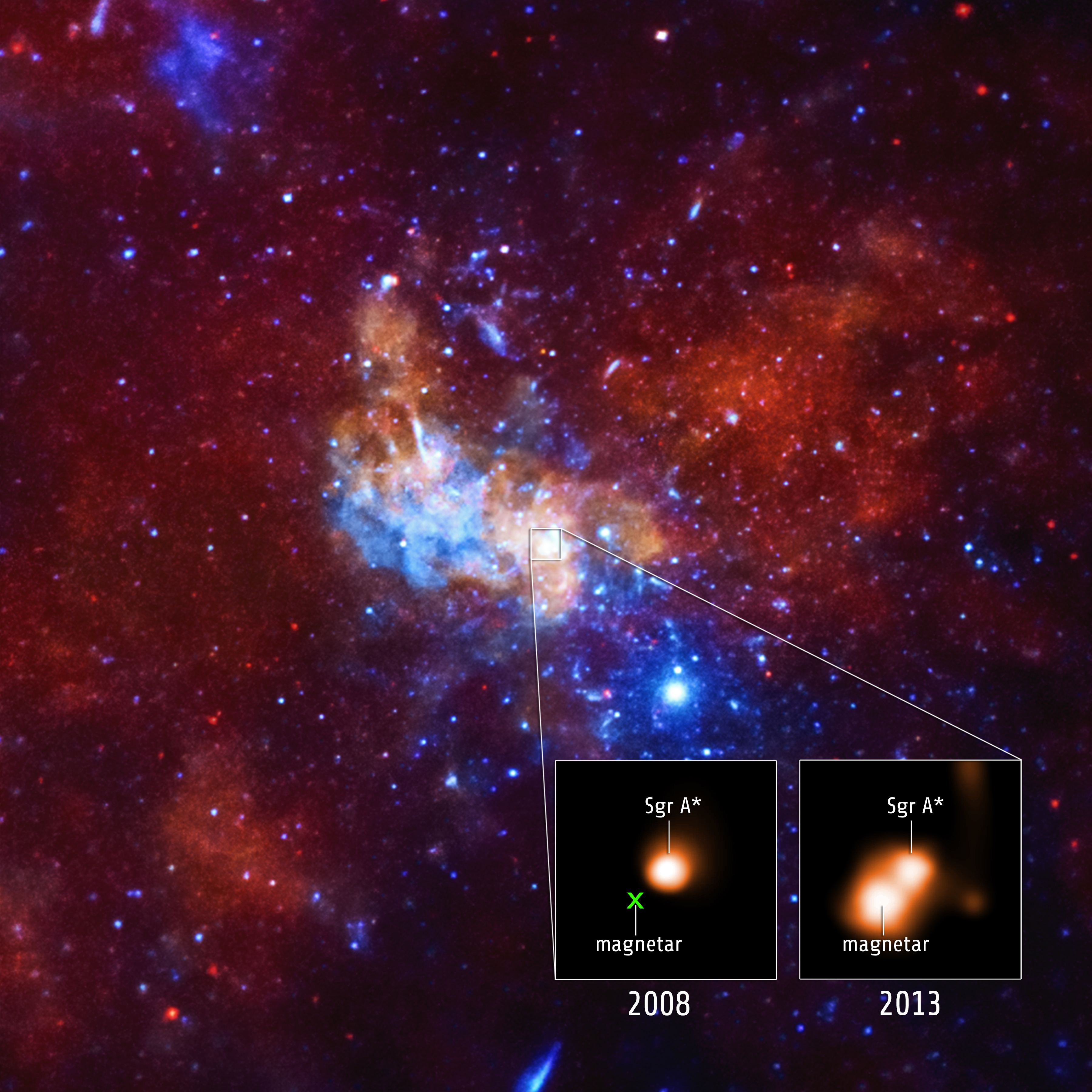
SGR 1745-2900はマグネター

- SGR 1806-20 - 地球から5万光年の距離にあり、いて座の方向に位置する。銀河系中心を挟んで太陽系と反対側にある。
- 1E 1048.1-5937 - りゅうこつ座に位置し、地球から9,000光年の距離にある。このマグネターが形成された元々の恒星は太陽の30 - 40倍の質量を持っていたと推定される。

2011年9月現在11個の軟ガンマ線リピーターと12個の異常X線パルサーが知られており、確認を要する候補天体がさらに7つ存在する。

### 超強力磁場の効果
マグネターが持つ10GT以上の磁場は、例えば地球から月までの半分の距離（10万マイル=約16万kmと説明される事が多い。実際の月までの半分の距離は約19万km）にあるクレジットカードの磁気記録を抹消できるほどの強さである。ネオジムを素材とした小さな希土類磁石の磁場は約1Tの程度である。地球磁場は30 - 60μTで、データ記憶装置として使われている磁気媒体の多くは1mT程度の磁場でデータが消去される。
実験室で達成できる定常磁場は数十T、パルス磁場でも数百T程度である。ちなみに、105Tのオーダーで、水素原子中の電子が磁場から受ける影響と、核の電荷から受けるクーロン相互作用の影響が同じになる。これを超える磁場では電子状態が全く変わってしまい（→ランダウ準位）、通常の化学は通用しない。
マグネターの磁場は1,000kmの距離でも致死的であり、水の反磁性によって細胞組織が破壊される。ちなみに、この距離では同時に潮汐力も致死的である。